# Saison 2016-2017 du Montpellier Hérault Rugby
Cette page présente la saison 2016-2017 du Montpellier Hérault Rugby en Top 14 et en Coupe d'Europe, le club ayant remporté l'édition 2015-2016 du Challenge européen.

## Entraîneurs
- Jake White
- Shaun Sowerby
- Scott Wisemantel
- Fabien Galthié

## La saison
Budget
Récit

## Effectif 2016-2017
| Nom                     | Poste                   | Naissance         | Nationalité sportive | International | Dernier club        | Arrivée au club (année) |
| ----------------------- | ----------------------- | ----------------- | -------------------- | ------------- | ------------------- | ----------------------- |
| Grégory Fichten         | Pilier                  | 13 août 1990      | France               | -             | RC Narbonne         | 2016                    |
| Antoine Guillamon       | Pilier                  | 4 juin 1991       | France               | -             | US Oyonnax          | 2016                    |
| Jannie du Plessis       | Pilier                  | 16 novembre 1982  | Afrique du Sud       |               | Sharks              | 2015                    |
| Mohamed Haouas          | Pilier                  | 9 mars 1994       | France               | -             | Formé au club       | 2016                    |
| Davit Kubriashvili      | Pilier                  | 3 décembre 1986   | Géorgie              |               | Stade français      | 2016                    |
| Mikheil Nariashvili     | Pilier                  | 25 mai 1990       | Géorgie              |               | RC Aia              | 2010                    |
| Yvan Watremez           | Pilier                  | 21 avril 1989     | France               |               | Biarritz Olympique  | 2012                    |
| Gagi Bazadze            | Pilier                  | 12 septembre 1992 | Géorgie              | -             | Stade rochelais     | 2016                    |
| Arno Van Wyk            | Talonneur               | 19 mai 1994       | Afrique du Sud       |               | Blue Bulls          | 2016                    |
| Bismarck Du Plessis     | Talonneur               | 22 mai 1984       | Afrique du Sud       |               | Sharks              | 2015                    |
| Charles Géli            | Talonneur               | 26 mars 1987      | France               | -             | USA Perpignan       | 2012                    |
| Shalva Mamukashvili     | Talonneur               | 2 octobre 1990    | Géorgie              |               | Glasgow Warriors    | 2016                    |
| Romain Ruffenach        | Talonneur               | 4 septembre 1994  | France               | -             | Biarritz Olympique  | 2016                    |
| Konstantine Mikautadze  | 2e ligne                | 1er juin 1991     | Géorgie              |               | RC Toulon           | 2016                    |
| Julien Delannoy         | 2e ligne, 3e ligne aile | 15 juin 1995      | France               | -             | Formé au club       | 2015                    |
| Robins Tchale-Watchou   | 2e ligne                | 10 mai 1983       | Cameroun             |               | USA Perpignan       | 2013                    |
| Paul Willemse           | 2e ligne                | 13 novembre 1992  | Afrique du Sud       |               | FC Grenoble         | 2015                    |
| Nico Janse van Rensburg | 2e ligne                | 6 mai 1994        | Afrique du Sud       |               | Bulls               | 2016                    |
| Antoine Battut          | 3e ligne aile           | 1er janvier 1984  | France               |               | Racing Métro 92     | 2014                    |
| Jacques du Plessis      | 2e ligne, 3e ligne aile | 12 août 1993      | Afrique du Sud       |               | Bulls               | 2015                    |
| Kélian Galletier        | 3e ligne centre         | 18 mars 1992      | France               | -             | Formé au club       | 2011                    |
| Pierre Spies            | 3e ligne centre         | 8 juin 1985       | Afrique du Sud       |               | Bulls               | 2015                    |
| Wiaan Liebenberg        | 3e ligne aile           | 31 août 1992      | Afrique du Sud       | -             | Bulls               | 2015                    |
| Fulgence Ouedraogo      | 3e ligne aile           | 21 juillet 1986   | France               |               | Formé au club       | 2004                    |
| Akapusi Qera            | 3e ligne aile           | 27 avril 1984     | Fidji                |               | Stade toulousain    | 2014                    |
| Tomas O'Leary           | Mêlée                   | 22 octobre 1983   | Irlande              |               | Munster Rugby       | 2016                    |
| Benoît Paillaugue       | Mêlée                   | 17 novembre 1987  | France               | -             | FC Auch             | 2009                    |
| Nic White               | Mêlée                   | 13 juin 1990      | Australie            | -             | Brumbies            | 2015                    |
| Cameron Wright          | Mêlée                   | 20 avril 1994     | Afrique du Sud       | -             | Natal Sharks        | 2015                    |
| Demetri Catrakilis      | Ouverture               | 6 juillet 1989    | Afrique du Sud       | -             | Stormers            | 2015                    |
| Willie du Plessis       | Demi d'ouverture        | 5 juin 1990       | Afrique du Sud       | -             | Aviron bayonnais    | 2017                    |
| Yvan Reilhac            | Centre                  | 9 juin 1995       | France               | -             | Formé au club       | 2015                    |
| François Steyn          | Centre                  | 14 mai 1987       | Afrique du Sud       |               | Toshiba Brave Lupus | 2016                    |
| Alexandre Dumoulin      | Centre                  | 24 août 1989      | France               |               | Racing 92           | 2016                    |
| Nemani Nadolo           | Ailier                  | 31 janvier 1988   | Fidji                | -             | Crusaders           | 2016                    |
| Joe Tomane              | Ailier                  | 11 février 1990   | Nouvelle-Zélande     | -             | Brumbies            | 2016                    |
| Julien Malzieu          | Ailier                  | 4 mai 1983        | France               |               | ASM Clermont        | 2015                    |
| Seveci Nakailagi        | Ailier                  | 2 juillet 1995    | Fidji                |               | ?                   | 2015                    |
| Marvin O'Connor         | Ailier                  | 18 avril 1991     | France               | -             | Aviron Bayonnais    | 2015                    |
| Timoci Nagusa           | Ailier                  | 14 juillet 1987   | Fidji                |               | Ulster              | 2010                    |
| Benjamin Fall           | Ailier, Arrière         | 3 mars 1989       | France               |               | Racing Métro 92     | 2014                    |
| Duhan van der Merwe     | Ailier                  | 4 juin 1995       | Afrique du Sud       | -             | Bulls               | 2016                    |
| Vincent Martin          | Arrière                 | 4 septembre 1992  | France               | -             | US Oyonnax          | 2016                    |
| Joffrey Michel          | Arrière                 | 4 mars 1987       | France               | -             | USA Perpignan       | 2016                    |
| Jesse Mogg              | Arrière                 | 8 juin 1989       | Australie            |               | Brumbies            | 2015                    |
| Henry Immelman          | Arrière, centre         | 26 mai 1995       | Afrique du Sud       | -             | Free State Cheetahs | 2016                    |

## Calendrier et résultats

### Matchs amicaux[6]
- Montpellier HR - Connacht :  21-19

### Top 14
| - Stade toulousain - Montpellier HR : 20-12 - Montpellier HR - ASM Clermont : 22-26 - Union Bordeaux-Bègles - Montpellier HR : 15-32 - Montpellier HR - Section paloise : 41-13 - Aviron bayonnais - Montpellier HR : 9-21 - Montpellier HR - CA Brive : 42-13 - RC Toulon - Montpellier HR : 28-6 - Montpellier HR - Castres olympique : 28-19 - Montpellier HR - Stade rochelais : 12-11 - Racing 92 - Montpellier HR : 21-9 - Montpellier HR - Lyon OU : 25-20 - Stade français Paris - Montpellier HR : 21-17 - FC Grenoble - Montpellier HR : 37-51 | - Montpellier HR - Stade toulousain : 27-18 - ASM Clermont - Montpellier HR : 19-28 - Montpellier HR - Union Bordeaux-Bègles : 31-26 - Section paloise - Montpellier HR : 32-27 - Montpellier HR - Aviron bayonnais : 61-22 - CA Brive - Montpellier HR : 28-25 - Montpellier HR - RC Toulon : 33-29 - Castres Olympique - Montpellier HR : 38-25 - Stade rochelais - Montpellier HR : 40-37 - Montpellier HR - Racing 92 : 54-3 - Lyon OU - Montpellier HR : 16-3 - Montpellier HR - Stade français Paris : 27-26 - Montpellier HR - FC Grenoble : 54-14 |

| Rang | Club                  | J  | V  | N | D  | Bo | Bd | Pm  | Pe  | Diff | Pts |
| ---- | --------------------- | -- | -- | - | -- | -- | -- | --- | --- | ---- | --- |
| 1    | Stade rochelais       | 26 | 17 | 3 | 6  | 6  | 5  | 707 | 498 | +209 | 85  |
| 2    | ASM Clermont          | 26 | 15 | 3 | 8  | 8  | 4  | 800 | 562 | +238 | 78  |
| 3    | Montpellier HR        | 26 | 16 | 0 | 10 | 7  | 5  | 750 | 564 | +186 | 76  |
| 4    | RC Toulon             | 26 | 14 | 2 | 10 | 5  | 4  | 674 | 511 | +163 | 69  |
| 5    | Castres olympique     | 26 | 13 | 1 | 12 | 5  | 4  | 667 | 509 | +158 | 63  |
| 6    | Racing 92 (T)         | 26 | 14 | 1 | 11 | 3  | 1  | 586 | 616 | -30  | 62  |
| 7    | Stade français Paris  | 26 | 12 | 1 | 13 | 5  | 4  | 643 | 638 | +5   | 59  |
| 8    | CA Brive              | 26 | 13 | 1 | 12 | 0  | 4  | 577 | 634 | -57  | 58  |
| 9    | Section paloise       | 26 | 12 | 1 | 13 | 2  | 5  | 604 | 701 | -97  | 57  |
| 10   | Lyon OU (P)           | 26 | 11 | 2 | 13 | 3  | 4  | 573 | 632 | -59  | 55  |
| 11   | Union Bordeaux Bègles | 26 | 11 | 1 | 14 | 2  | 6  | 569 | 581 | -12  | 54  |
| 12   | Stade toulousain      | 26 | 11 | 0 | 15 | 3  | 6  | 537 | 561 | -24  | 53  |
| 13   | FC Grenoble           | 26 | 7  | 1 | 18 | 2  | 6  | 611 | 852 | -241 | 38  |
| 14   | Aviron bayonnais (P)  | 26 | 6  | 3 | 17 | 0  | 0  | 466 | 905 | -439 | 30  |

### Phases finales

#### Barrages
Opposé au Racing 92, qui a terminé 6e de la phase régulière, et qui éliminé par le Racing 92 en match de barrage, le Montpellier HR et éliminé par son adversaire par 13 à 22.
| Samedi 20 mai 2017 17 h 00 | Montpellier HR | 13–22 (10–14) | Racing 92 | Altrad Stadium Arbitre : Romain Poite |
| Samedi 20 mai 2017 17 h 00 | Essai(s) : 1 Paillaugue (19e) Transformation(s) : 1 W. du Plessis (20e) Pénalité(s) : 2 du Plessis (39e, 53e) Carton(s) jaune(s) : 1 Steyn (44e) Carton(s) rouge(s) : 1 J. du Plessis (79e) |               | Essai(s) : 3 Nakarawa (15e), Teddy Thomas (24e), Rokocoko (76e) Transformation(s) : 2 Carter (15e, 25e) Pénalité(s) : 1 Carter (79e) | Altrad Stadium Arbitre : Romain Poite |
| Samedi 20 mai 2017 17 h 00 | |               | | Altrad Stadium Arbitre : Romain Poite |

### Coupe d'Europe
Dans la Coupe d'Europe le Montpellier HR, fait partie de la poule 4 et sera opposé aux Français du Castres Olympique, aux Anglais des Northampton Saints et aux Irlandais du Leinster.
| - Northampton Saints - Montpellier HR : 16-14 - Montpellier HR - Leinster : 22-16 - Montpellier - Castres olympique : 32-14 | - Montpellier HR - Northampton Saints : 26-17 - Leinster - Montpellier HR : 57-3 - Castres olympique - Montpellier HR : 29-23 |

Avec 3 victoires et 3 défaite, le Montpellier HR termine 2e de la poule 4 et n'est qualifié pour les quarts de finale.

| Rang | Équipe             | J | V | N | D | Em | Ee | Bo | Bd | Pm  | Pe  | Diff | Pts |
| ---- | ------------------ | - | - | - | - | -- | -- | -- | -- | --- | --- | ---- | --- |
| 1    | Leinster           | 6 | 4 | 1 | 1 | 31 | 10 | 4  | 1  | 227 | 87  | +140 | 23  |
| 2    | Montpellier HR     | 6 | 3 | 0 | 3 | 15 | 15 | 2  | 2  | 120 | 149 | -29  | 16  |
| 3    | Castres olympique  | 6 | 2 | 1 | 3 | 15 | 20 | 1  | 1  | 144 | 147 | -3   | 12  |
| 4    | Northampton Saints | 6 | 2 | 0 | 4 | 10 | 26 | 0  | 1  | 91  | 199 | -108 | 9   |

## Statistiques

### Statistiques collectives
Attaque
Défense

### Statistiques individuelles
Meilleur réalisateur